# Cap de la Costa de les Bosses

El Cap de la Costa de les Bosses, respecte del terme d'Abella de la Conca

El Cap de la Costa de les Bosses és una costa de muntanya del terme municipal d'Abella de la Conca, a la comarca del Pallars Jussà, en territori del poble de Bóixols.
Està situada al nord-oest de Cal Sol i al sud-oest de Cal Badia. El seu límit nord-oriental és el Clot d'Espinauba.

## Etimologia
Tot i que el topònim designa específicament l'extrem superior (cap) de la Costa de les Bosses, indirectament serveix per a tota la costa. Es tracta d'una costa de muntanya per on passaven antigament diversos camins de bast. El lligam amb la segona part del topònim podria tenir relació amb altres topònims similars (p. ex., Coll de Lligabosses), on es tracta de les bosses del transport dels traginers.